# Blepharis tetrasticha
Blepharis tetrasticha är en akantusväxtart som beskrevs av Gustav Lindau. Blepharis tetrasticha ingår i släktet Blepharis och familjen akantusväxter. Inga underarter finns listade i Catalogue of Life.